# Дрейфус, Хьюберт
Хьюберт Дрейфус (англ. Hubert Lederer Dreyfus; 15 октября 1929, Терре-Хот, Индиана — 22 апреля 2017, Беркли, Калифорния) — американский философ и профессор философии Калифорнийского университета в Беркли.

## Биография

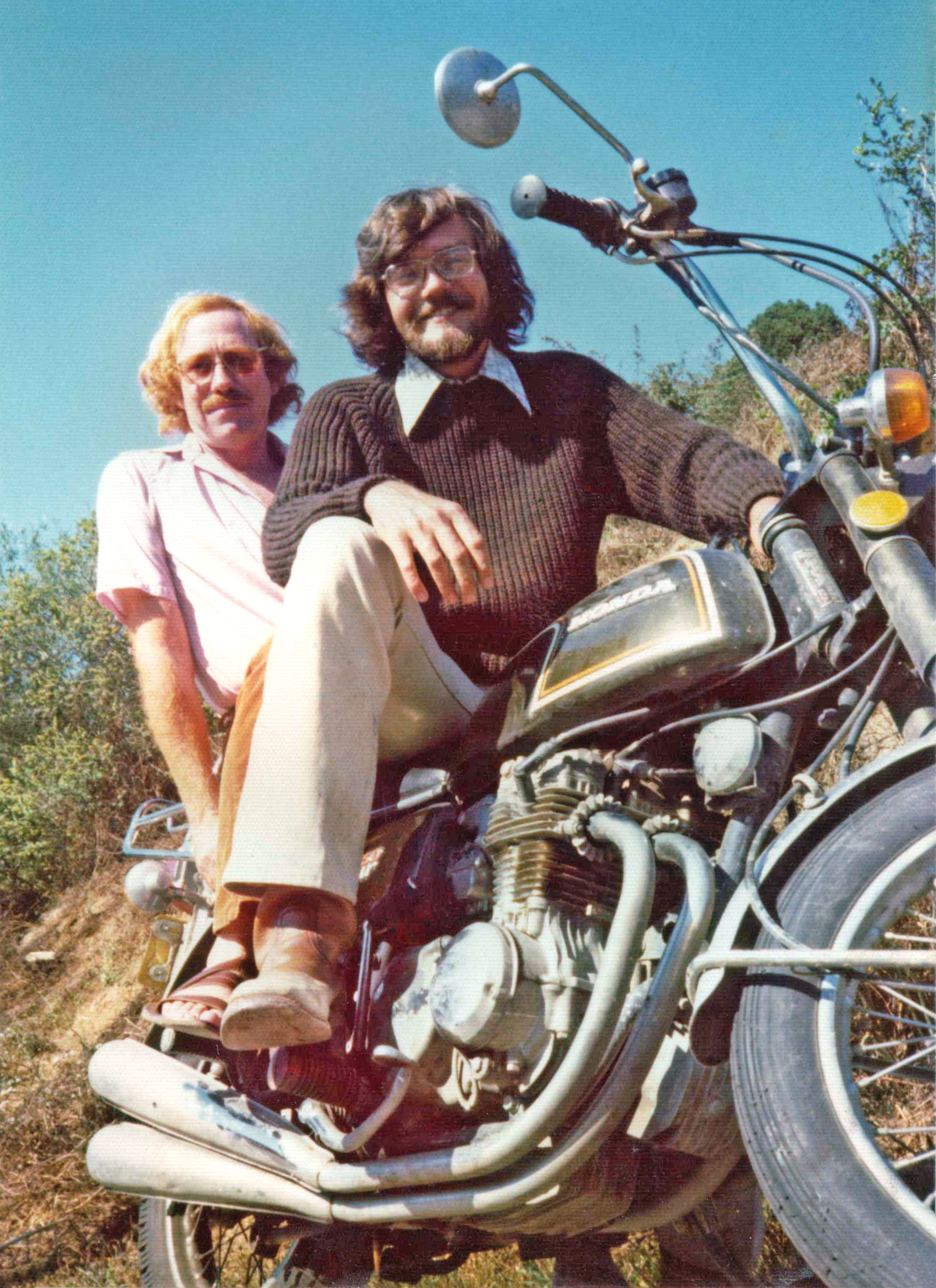
Хьюберт Дрейфус (слева) перед своим домом в Беркли в 1976 году.

Хьюберт Дрейфус родился в Терре-Хот, Индиана, в семье Стэнли Дрейфуса и Айрин Ледерер, потомков еврейских эмигрантов из Германии и Богемии. Обучался в Гарвардском университете, где получил докторскую степень в 1964 году. Дрейфуса считают одним из ведущих толкователей работ Эдмунда Гуссерля, Мишеля Фуко, Мориса Мерло-Понти и в особенности Мартина Хайдеггера. Дрейфус представлен в документальном фильме Тао Располи Being in the World. В 2001 году его избрали в Американскую академию искусств и наук.
В 1965 году, когда он работал в Массачусетском технологическом институте, Дрейфус опубликовал статью «Алхимия и искусственный интеллект», где раскритиковал работу ведущих на тот момент исследователей в области Аллена Ньюэлла и Саймона Герберта. Дрейфус не только раскритиковал их результаты, но и предположения, лежащие в основе их исследований, и предсказал, что их работа окажется неудачной.
Дрейфус также стал автором книги 1972 года «Чего не могут вычислительные машины», вызвавшей значительную реакцию. В 1992 году он написал обновление «Чего до сих пор не могут вычислительные машины».

## Критика искусственного интеллекта
В основном Дрейфус критикует четыре допущения, которые, по его мнению, лежат в основе исследований искусственного интеллекта. Первые два допущения он называет биологическим и психологическим. Биологическое допущение состоит в том, что мозг работает аналогично компьютеру, а разум — аналогично программному обеспечению. Психологическое допущение состоит в том, что разум совершает дискретные вычисления (в форме алгоритмических правил) над дискретными репрезентациями. Дрейфус считает, что правдоподобность психологического допущения зависит от двух других: эпистемологического и онтологического. Эпистемологическое допущение состоит в том, что любая активность может быть математически формализована в виде правил и законов. Онтологическое допущение заключается в том, что реальность состоит из взаимонезависимых и атомарных фактов. Исходя из эпистемологического предположения, исследователи в области ИИ утверждают, что интеллект формально следует правилам, а на основе онтологического допущения утверждается, что знания являются исключительно внутренними репрезентациями действительности.
На основе этих двух допущений исследователи ИИ могут утверждать, что познание является манипуляцией внутренними символами, используя внутренние правила, и, таким образом, человеческое поведение в значительной степени контекстно-независимо. Исходя из этого, возможно создать полностью научную психологию, используя которую, можно описать внутренние правила разума таким же образом, как законы физики описывают внешний мир. Дрейфус критикует именно это допущение. По его мнению, мы не можем понять собственное поведение в том же смысле, в каком мы понимаем физику или химию: рассматривая объективные контекстно-независимые законы.
Иногда Дрейфуса считают луддитом, тем не менее он никогда не утверждал, что создать искусственный интеллект невозможно, а только критиковал исследовательский подход к проблеме. Как считал Дрейфус, для того, чтобы достичь интеллекта, схожего с человеческим, необходимо, чтобы устройство имело более или менее схожее с человеком тело и социальную адаптацию.

### Переводы на русский язык
- Дрейфус Х. Чего не могут вычислительные машины. — М.: Прогресс, 1978. — 333 с.
- Дрейфус Х., Дрейфус С. Создание сознания vs моделирование мозга // Аналитическая философия: Становление и развитие (антология). Пер. с англ., нем. — М.: «Дом интеллектуальной книги», «Прогресс-Традиция», 1998. — С. 401-432.